# Sd.Kfz. 254
Az Sd.Kfz. 254 egy teljesen lánctalpas páncélozott felderítő jármű volt, melyet a németek használtak a második világháborúban.
1936-tól a járművet RK–7 néven fejlesztették a Saurer társaságnál az osztrák hadsereg számára, mint tüzérségi vontató. 1937-ben végeztek a teszteléssel és megérkezett a jármű sorozatgyártásának megrendelése, ami 1938-ban vette kezdetét. 12 jármű készült el az Anschluss előtt.
A jármű gyártása folytatódott az Anschluss után. A feljegyzések alapján összesen 140 jármű készült. Az új német jelölés az Sd.Kfz. 254 lett. A jármű kerék-lánctalp kivitelben készült dízelmotorral. A kerekeket akkor engedték le, mikor a járművel műúton haladtak, terepen történő haladáskor felhúzták őket, így a jármű a lánctalpjain folytathatta útját. Néhány jármű az Afrikakorps kötelékében szolgált, mint tüzérségi megfigyelő jármű, miután felszerelték őket rádióval és keretantennával.

## Fordítás
- Ez a szócikk részben vagy egészben  a   SdKfz 254 című angol Wikipédia-szócikk fordításán alapul.  Az eredeti cikk szerkesztőit annak laptörténete sorolja fel. Ez a jelzés csupán a megfogalmazás eredetét és a szerzői jogokat jelzi, nem szolgál a cikkben szereplő információk forrásmegjelöléseként.